# 1995 год в архитектуре

## Здания и сооружения
- Установлен закладной камень Храма Христа Спасителя в Калининграде.
- 20 января — открыт Мост Нормандии
- 30 сентября — открытие стадиона ТД-гарден (Бостон).
- 28 ноября — открыт Музей современного искусства (Барселона).
- Построено здание Музея современного искусства Сан-Франциско (архитектор Марио Ботта)

## События

### Награды
- Притцкеровская премия — Тадао Андо.
- Медаль АИА — Сесар Пелли.

## Скончались
- Гуляницкий, Николай Феодосьевич